# براندن ألبرت
براندن ألبرت (بالإنجليزية: Branden Albert)‏ هو لاعب كرة قدم أمريكية أمريكي، ولد في 4 نوفمبر 1984 في روتشستر في الولايات المتحدة.

## وصلات خارجية
- براندن ألبرت على موقع مرجع كرة القدم المحترفة.كوم (الإنجليزية)